# Johann Friedrich Esperstedt
Johann Friedrich Esperstedt (* 1783 in Halle an der Saale; † 24. Februar 1861 in Berlin) war ein deutscher Hoftheaterbeamter.

## Leben
Esperstedt trat 1806, von August Wilhelm Iffland empfohlen, in den Verband der königlichen Hofbühne in Berlin, wo er zuerst im Büro der Generaldirektion Verwendung fand. 1812 wurde er Sekretär, bald darauf Mitglied der Verwaltungskommission, später Mitglied der Regie, sodann Geheimsekretär und schließlich Hofrat, in welcher Stellung er in sehr verdienstvoller Weise bis 1850 tätig war.
Er starb einen Tag vor dem Tod seiner Frau Amalie Esperstedt, mit der er seit 1813 verheiratet war.